# Känerkinden
Känerkinden é uma comuna da Suíça, situada no distrito de Sissach, no cantão de Basileia-Campo. Tem 1,48 km² de área e sua população em 2018 foi estimada em 528 habitantes.